# 成都飞机设计研究所
成都飞机设计研究所建于1970年，代号611所，隶属于中国航空工业集团。研究所总部位于四川省成都市大石东路130号，占地31万平方米。是中国最重要的战斗机设计单位之一，也是国家硕士学位授予单位。
611研究所是601所分割出去的部分骨干人员与物资组成的新设计所，承担由601所转来的歼七项目。后进一步发展了枭龙、歼-10系列、先进无人机、歼-20等多个国家重点飞机型号的研制任务。

## 主要作品
- 歼-7Ⅲ/C
- FC-1「枭龙」（巴基斯坦称为JF-17「雷电」）
- 歼-10「猛龙」
- 歼-20「威龙」
- 翼龙系列无人机
- 无侦-7「翔龙」
- 无侦-8
- 无侦-10
- 无攻-1
- 无攻-2
- 昊龙一号：货运航天飞机[2]